# Udspring under sommer-OL 2016 – 3 meter synkroniseret udspring fra vippe (herrer)
Mændenes 3 meter synkroniseret udspring fra vippe under sommer-OL 2016 i Rio de Janeiro fandt sted 10. august 2016 på Maria Lenk Aquatic Center. 

## Tidsoversigt
Alle tider er brasilianske tid (UTC−3)
| Dato                   | Tid   | Runde  |
| ---------------------- | ----- | ------ |
| Onsdag 10. august 2016 | 16:00 | Finale |